# 陶朗先
陶朗先 （1579年—1625年），字元晖，號開普，浙江秀水县（今屬嘉興市）人，寓居吳江，明朝政治人物，進士出身。

## 生平
万历三十四年浙江乡试第三十名举人，三十五年（1607年）登丁未科进士。授南京工部都水司主事，三十九年执掌芜湖关税收，升屯田司郎中。四十一年调任山东登州府知府。
万历四十五年（1617年）以考绩第一，升任山东按察司驿传道副使。万历四十六年（1618年）兼登莱海防道，加兼海运按察使。
天启元年（1621年）六月，擢升首任登莱巡抚。二年因广宁大败，御史陈保泰疏参登抚陶朗先与赞画何栋如欺君盗饷，被逮入狱，命户科右给事中李春烨勘问，天启五年三月，刑部疏奏問過犯官陶朗先侵盜餉銀四十萬二千七百二十七兩，監候追贓。得旨：著該部上緊，立限嚴追，其各犯未還銀兩，並著該撫按作速追完具奏。寻死于狱中。

## 著作
后人集其作品，輯有《明秀水陶元晖中丞遗集》。

## 家族
曾祖陶諾，监生。祖父陶九韶，知县。父陶省曾。母李氏。严侍下。